# Рики Рубио
Рикард Рубио Вивес (шп. Ricard Rubio Vives; Ел Масноу, 21. октобар 1990) шпански је кошаркаш. Игра на позицији плејмејкера.

## Клупска каријера
Рубио је 15. октобра 2005. године, шест дана пре свог петнаестог рођендана, дебитовао за Хувентуд па је тако постао најмлађи играч који је заиграо у шпанској АЦБ лиги. Исте такмичарске године са клубом је освојио и ФИБА Еврокуп. Још један европски трофеј који је освојио са Хувентудом био је УЛЕБ куп у сезони 2007/08. На НБА драфту 2009. године одабран је као пети пик од стране Минесота тимбервулвса. Ипак Рубио не одлази тада у НБА већ потписује шестогодишњи уговор са Барселоном. Наредне две године је провео у Барселони и са клубом је освојио Евролигу у сезони 2009/10, док је у домаћом оквирима једном био првак Шпаније, док је по два пута освајао национални Куп и Суперкуп. Од сезоне 2011/12. заиграо је у НБА лиги за екипу Минесота тимбервулвса. Провео је шест година у екипи из Минеаполиса, потом две у Јути џез, док је у сезони 2019/20 наступао за Финикс сансе, пре него што се вратио у Минесоту на јесен 2020. Потом се у августу 2021. преселио у Кливленд кавалирсе, али је у наредне две сезоне често био ван терена због проблема са повредама. Почетком 2024. године договорио је раскид сарадње са Кливлендом и објавио је да завршава НБА каријеру. У фебруару 2024. вратио се у Барселону.

## Репрезентација
Са сениорском репрезентацијом Шпаније освојио је златну медаљу на Светском првенству 2019. године у Кини. Тада је добио и награду за најкориснијег играча турнира. Златне медаље има и са два Европска првенства, 2009. и 2011. године. Сребрну медаљу је освојио на Олимпијским играма 2008. у Пекингу. Бронзане медаље има са Европских првенстава 2013. и 2017. као и са Олимпијских игара 2016. у Рију.
Укупно је за репрезентацију Шпаније наступао на 10 великих такмичења. Играо је на четири Европска првенства (2009, 2011, 2013, 2017), на три Светска првенства (2010, 2014, 2019) и на три Олимпијска турнира (2008, 2016, 2021).

## Успеси

### Клупски
- Хувентуд:
  - УЛЕБ куп (1): 2007/08.
  - ФИБА Еврокуп (1): 2005/06.
  - Суперкуп Шпаније (1): 2008.
- Барселона:
  - Евролига (1): 2009/10.
  - Првенство Шпаније (1): 2010/11.
  - Куп Шпаније (2): 2010, 2011.
  - Суперкуп Шпаније (2): 2009, 2010.

### Појединачни
- Идеални тим новајлија НБА — прва постава: 2011/12.
- Најкориснији играч Светског првенства (1): 2019.
- Идеални тим Светског првенства (1): 2019.
- Звезда у успону Евролиге (1): 2009/10.
- Мистер Еуропа (1): 2008.
- Најкориснији играч Европског првенства до 16 година (1): 2006.

### Репрезентативни
- Европско првенство до 16 година: 
  -  2005.
  -  2006.
- Олимпијске игре: 
  -  2008.
  -  2016.
- Европско првенство: 
  -  2009, 2011.
  -  2013, 2017.
- Светско првенство: 
  -  2019.